# Krigatge

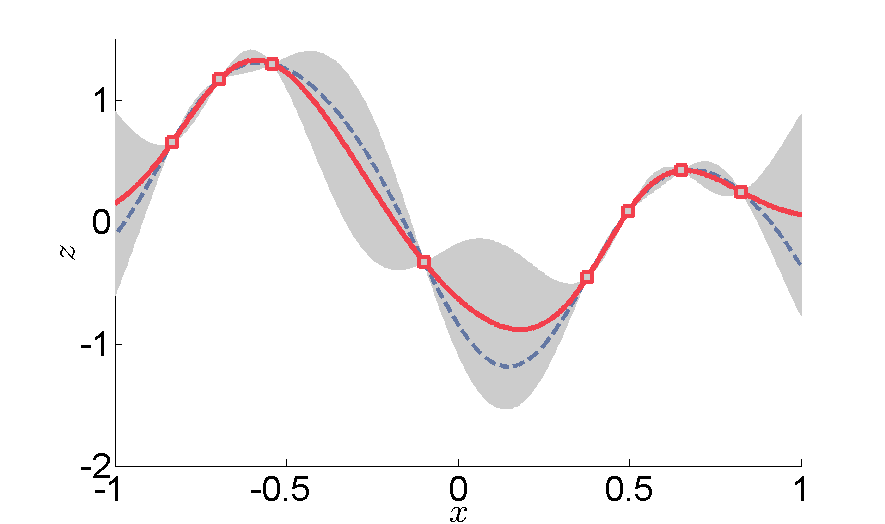
Exemple d'interpolació de dades unidimensionals mitjançant krigatge, amb intervals de confiança. Els quadrats indiquen les dades d'entrada. La interpolació de krigatge, mostrada en vermell, s'estén al llarg de les mitjanes dels intervals de confiança distribuïts normalment mostrats en gris. La corba discontinua és una spline llisa, que s'allunya significativament dels valors de krigatge.

El krigatge és un conjunt de mètodes d'interpolació espacial emprats en geoestadística per a estimar els valors d'una variable de superfície en posicions desconegudes a partir dels valors coneguts d'observacions en punts de mostreig propers. Els diferents mètodes de krigatge són mètodes estocàstics d'interpolació perquè tracten la variable de superfície com una variable aleatòria o procés estocàstic. El krigatge es basa en la teoria de variables regionalitzades per a incorporar informació sobre els aspectes estocàstics de la variació espacial en el càlcul de les funcions de ponderació per a la interpolació. (en kriging; es krigeado, krigeaje; fr krigeage).

El kriging simple es pot veure com la mitjana i l'embolcall de variables aleatòries (brownianes) que passen pels punts de dades.

El krigatge és una de les eines bàsiques de la geoestadística.

## Hipòtesis de Krigatge
Els dos supòsits principals perquè el krigatge proporcioni la millor predicció són
- Estacionarietat: la distribució de probabilitat conjunta no varia a través de l'espai d'estudi.
- Isotropia: uniformitat en totes direccions

## Tipus de krigatge

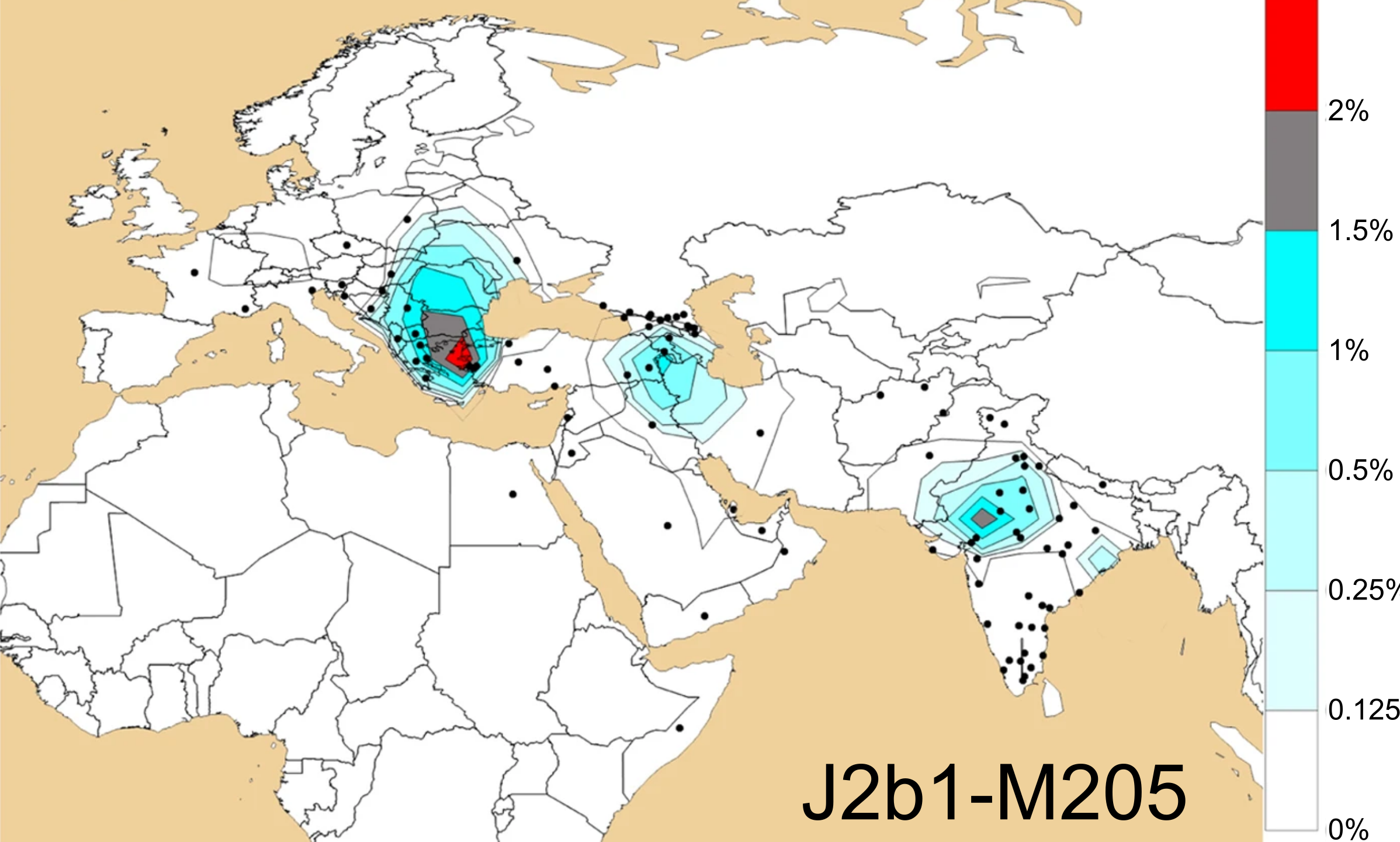
Mapes de contorn que mostren la distribució de freqüència geogràfica mundial de l'haplogrup d'ADN-Y J2b1-M205.(genètica humana).Els mapes es van generar seguint el procediment de Krigatge. Els punts negres indiquen els llocs de mostreig.

Hi ha diversos subtipus de krigatge, incloent entre d'altres:
- Krigatge ordinari, en el qual s'ha d'assumir l'estacionarietat, és a dir, que la mitjana i la variància dels valors és constant en tot el camp espacial. Aquesta és una forma senzilla de krigatge, però el supòsit d'estacionarietat no es compleix sovint en aplicacions per a la salut ambiental, com pot ser en la distribució de la contaminació de l'aire.
- Krigatge universal, que atenua l'assumpció d'estacionarietat i permet que la mitjana dels valors difereixi d'una manera determinada en diferents llocs (pel tipus de tendència espacial), mentre que només la variància es manté constant en tot el camp. Aquesta estacionarietat és anomenada "estacionarietat feble" més acurada per a les hipòtesis d'exposicions ambientals.
- Krigatge de blocs, que estima els valors mitjans sobre "blocs" de quadrícula, amb errors de predicció més petits respecte dels que s'aprecien en els de punts individuals.
- Cokrigatge, en el qual s'utilitzen variables observades addicionals i que sovint estan correlacionades entre si i amb la variable d'interès, pertal de millorar la precisió de la interpolació de la variable en cada ubicació.

## Limitacions
Atès que els pesos o ponderacions de l'interpolador de krigatge depenen del variograma expressament modelat, el krigatge és molt sensible a la incorrecció del model del variograma.
Així, els supòsits o hipòtesis del model de krigatge, pel que fa a l'estacionarietat, poden no complir-se quan es tracten exposicions ambientals. Per a això s'han desenvolupat altres mètodes novedosos (per exemple, els enfocaments bayesians) per mirar de superar els obstacles.
La precisió de la interpolació mitjançant krigatge serà baixa quan el nombre d'observacions de la mostra és petit i quan les dades són limitades o no estan àmpliament correlacionades espacialment. En aquests casos, no es pot generar un variograma de mostra i els mètodes per a la regressió de l'ús del sòl són preferibles al krigatge en la predicció espacial.